# Раевский, Кирилл Сергеевич
Кирилл Сергеевич Раевский (2 декабря 1931 — 30 мая 2020) — советский и российский фармаколог, член-корреспондент АМН СССР (1988), член-корреспондент РАМН (1992), член-корреспондент РАН (2014). Главный научный сотрудник лаборатории нейрохимической фармакологии НИИ фармакологии имени В. В. Закусова РАМН, ведущий научный сотрудник лаборатории нейрогистологии НИИ нормальной физиологии имени П. К. Анохина.

## Происхождение
Племянник актрисы Е.Ю.Урусовой.  По материнской линии — правнук Д.С. Урусова и исторического романиста Е.А.Салиаса-де-Турнемира, по отцовской — адмирала И.С. Унковского.
Мать — Елена Юрьевна Раевская (урожд. Урусова; 1913—1937), библиотекарь. Расстреляна в июле 1937 года на Донском кладбище. Отец — Сергей Петрович Раевский (1907—2004), в 1935 году был арестован вместе с женой по «кремлевскому делу», реабилитирован в 1957 году, автор книги «Пять веков Раевских».

## Научная деятельность
В 1957 году с отличием окончил Медицинский институт имени И. М. Сеченова. Во время учебы был членом научного студенческого кружка при кафедре биохимии под руководством академика Б.И.Збарского: в 1952 году выступил с докладом «О роли ацетилхолина в нервных процессах»;  занимался изучением нарушений высшей нервной деятельности у животных при гемотрансфузионном шоке, результаты этой работы были доложены в 1954 году на научной студенческой конференции, а в 1957 году — опубликованы в институтском сборнике научных студенческих работ.
В 1955 году К.С.Раевский приглашен академиком В.В.Закусовым для работы в Институте фармакологии АМН СССР. В последующие годы областью научных интересов Раевского становится изучение фундаментальных основ механизма действия нейропсихотропных веществ, их взаимодействие с нейромедиаторными системами мозга. В этот период закладывается главное направление его исследований — нейрохимическая фармакология.  В 1960 году защитил кандидатскую диссертацию «О противосудорожных свойствах некоторых производных фенотиазина». В 1975 году по инициативе К.С.Раевского в институте была создана лаборатория нейрохимической фармакологии. 
Автор более 400 научных статей, опубликованных в отечественных и зарубежных журналах, а также ряда книг и руководств; 20 патентов и авторских свидетельств на изобретения. Под его руководством защищены 5 докторских и 25 кандидатских диссертаций.
Член редколлегии научных журналов: «Фармакология и токсикология», «Нейрохимия», «Успехи физиологических наук», «Психофармакология и биологическая наркология», «Biogenic Amines», «Functional Neurology».
К.С.Раевский был членом правления Национального общества фармакологии и Национального общества нейрохимии, член Международного общества нейрохимии, Общества нейробиологии, Европейского общества нейрохимии. В 1981–1987 гг. — член исполкома Международного союза фармакологических наук (IUPHAR). Почетный член Чехословацкого фармакологического общества.
Умер в 2020 году. Похоронен на Ваганьковском кладбище.
Жена (с 1958) — Маргарита Дмитриевна Раевская (урожд. Сазонова; 1934—2000), врач-пульмонолог.
Сын — Дмитрий, кандидат физико-математических наук, живет в США, работает в Курантовском институте математических наук.

## Избранные труды
- Монография «Фармакология нейролептиков» (М.: Медицина, 1976. — 271 с.)
- Монография «Медиаторные аминокислоты: нейро фармакологические и нейрохимические аспекты» (София, М.: Медицина и физкультура, Медицина, 1986. — 238 с.; совместно с В.П.Георгиевым)[13]
- Возбуждающие аминокислоты как нейромедиаторы. Сборник статей под редакцией К. С. Раевского (М.: ВИНИТИ, 1989. — 183 с.)
- Раевский К.С., Башкатова В.Г., Косачева Е.С., Кудрин В.С., Семиохина А.Ф., Федотова И.Б. Влияние карбамазепина на содержание нейромедиаторных аминокислот и продуктов перекисного окисления липидов в структурах мозга крыс с аудиогенной эпилепсией // Нейрохимия. — 1998. — Т.15, № 3. — С.281-285.

## Награды
- Медаль Н.П.Кравкова (1975)
- Медаль С.В.Аничкова
- Памятная медаль университета города Модена (Италия; 1976)
- Медаль А.Гумбольдта (Берлин, Германия); 1983)
- Заслуженный деятель науки Российской Федерации (2001)[14]